# Солунско поле
Солунското поле или Солунската равнина (на гръцки: Κάμπος της Θεσσαλονίκης) е най-голямата равнина в Гърция, разположена в центъра на Егейска Македония и обградена от Солунския залив на юг, планините Голен и Фламбуро (Пиерия) на юг и югозапад, Каракамен (Вермио) на запад, Паяк (Пайко) и Круша (Дисоро) на север, Карадаг (Мавровуни) на североизток и Хортач (Хортиатис) на изток. Равнината е дълга около 70 km и широка до 65 km. Полето е разположено в тектонска падина, запълнено впоследствие предимно с алувиални и морски наслаги. През него протичат реките Бистрица (Алиакмонас, на югозапад) с притока Мъгленица (на запад), Колудей (Лудиас), Вардар (Аксиос, от север на юг) и Галик (Галикос, на изток). Най-ниските части са заети от обработваеми земи на които се отглеждат зърнени култури, памук и др., а по периферните по-високи райони – овощни градини и лозя. В Солунската равнина са разположени градовете Солун на югоизток, Кукуш на североизток, Енидже Вардар в централната част, Катерини на юг.
В 1898 година историкът Уилям Милър пише за Солунско:
| „ | Дори в това пристанище [Солун], може би най-малко българския от всички македонски градове, има 5000 българи, докато повечето от селяните извън града, които обработват чифлиците на турските собственици, принадлежат към същата трудолюбива раса. Нагоре в страната се наблюдава същият български прогрес. | “ |